# Marius Yo
Marius Julius Seiryū Schmich Yo, född 30 mars 2000 i Heidelberg, är en japansk sångare, låtskrivare, skådespelare och tarento under Johnny & Associates och Pony Canyon. Han är medlem i pojkbandet Sexy Zone. 
Yo har en japansk-kinesisk mor och en tysk far.